# Циндао Лютин

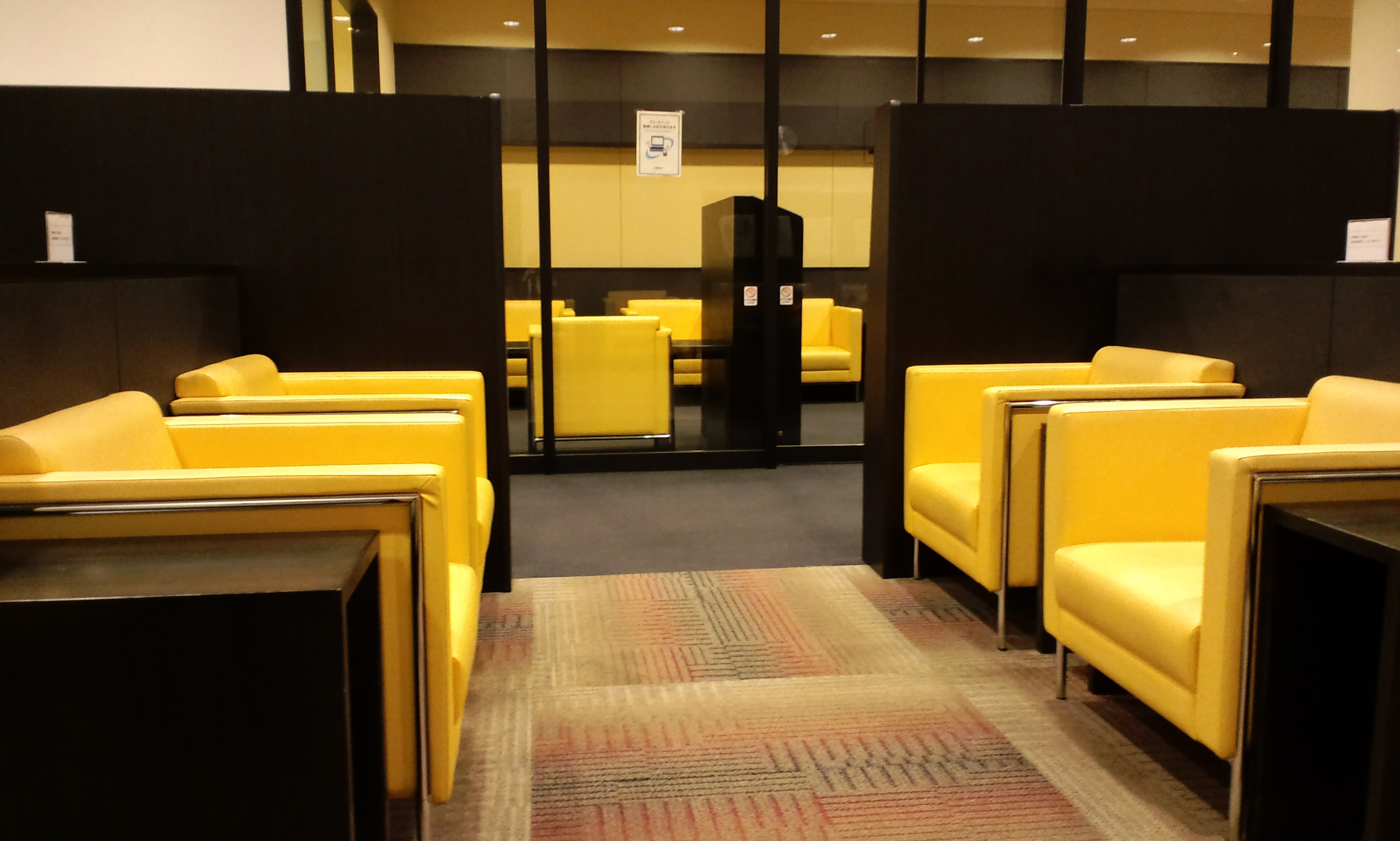
Интерьер пассажирского терминала аэропорта

Международный аэропорт Циндао Лютин (кит. трад. 青島流亭國際機場, упр. 青岛流亭国际机场, пиньинь Liútíng Guójì Jīchǎng, палл. Лютин гоцзи цзичан), (ИАТА: TAO, ИКАО: ZSQD) — международный аэропорт, обслуживавший авиаперевозки города Циндао провинции Шаньдун КНР. Расположен в районе Чэнъян, в 31 километре к северу от центра Циндао.
Аэропорт являлся одним из основных пунктов в маршрутной сети регулярных перевозок авиакомпаний China Eastern Airlines, Qindao Airlines и Shandong Airlines.

## История
8 августа 1940 года императорская армия Японии оккупировала провинцию Шаньдун, заняла 1100 акров земли, принадлежавшей более чем 450 дворам в Лютине и начала строительство военного аэродрома, важной военной базы на Шаньдунском полуострове. В 1944 году был построен аэропорт Лютин. Взлетно-посадочная полоса с севера на юг имела длину 1019,32 м, а длина взлетно-посадочной полосы с востока на запад составляла 973,09 м. Обе полосы имели ширину 50 метров и толщину покрытия 15 см. В сентябре 1945 года Япония капитулировала, и аэропорт Циндао-Лютин перешёл под контроль Национального правительства Китайской республики.
В июне 1949 года Народно-освободительная армия Китая в ходе десантной операции высадилась в аэропорту Лютин. С 1950 по 1964 год Военно-морские силы КНР четыре раза расширяли инфраструктуру: в 1950 году были расширены северная и южная взлетно-посадочные полосы и построена новая рулежная дорожка. В 1956 году был завершён ремонт взлетно-посадочной полосы и подъездных дорог. В 1961 году аэропорт снова был отремонтирован. С 1963 по 1964 год взлетно-посадочная полоса аэропорта была удлинена на 200 метров к северу.
5 августа 1982 года аэропорт Циндао-Лютин официально открылся для гражданской авиации, и первым маршрутом полёта стал Шанхай-Циндао-Пекин. 5 марта 1985 года аэропорт Лютин приостановил полеты и начал строительство первой фазы проекта реконструкции и расширения. 8 июля 1986 года стартовал первый этап проекта реконструкции и расширения полетной зоны; в этом же году был открыт регулярный чартерный рейс из Циндао в Гонконг-Кайтак, который стал первым региональным маршрутом в провинции Шаньдун. 6 февраля 1988 года был открыт новый терминал площадью 10 150 квадратных метров. В 1994 году был открыт маршрут Циндао — Осака-Итами, ставший первым международным маршрутом в провинции Шаньдун. В 1999 году база морской авиации, дислоцированная в аэропорту Циндао-Лютин, была переведена в военно-морской аэродром Цзяочжоу, а аэропорт Циндао-Лютин стал полностью гражданским транспортным аэропортом. В 2000 году началось строительство второй фазы проекта реконструкции и расширения и в 2004 году взлетно-посадочная полоса аэропорта и параллельные рулежные дорожки были увеличены до 3400 м, построено новое здание аэровокзала (Т1) площадью 64 000 квадратных м, новый перрон площадью 184 000 квадратных м, а также автостоянка 26 000 квадратных метров.
В рамках подготовки к парусной регате Летних Олимпийских игр в Пекине в 2008 году в 2004 году началось строительство третьего этапа проекта реконструкции и расширения международного аэропорта Циндао-Лютин, введёный в эксплуатацию в декабре 2007 года. Ожидалось, что годовой пассажиропоток составит 12 миллионов пассажиров в год и в пиковые часы до 5120 пассажиров. В соответствии с проектом спроса на перевозки был открыт терминал Т2 общей площадью застройки 100 000 квадратных метров. Взлетно-посадочная полоса аэропорта и параллельные рулежные дорожки были увеличены с первоначальных 2600 м до 3400 м..
По итогам 2012 года международный аэропорт Лютин занял 17-е место в списке самых загруженных аэропортов Китая по показателю объёма пассажирского потока и за год услугами аэропорта воспользовалось 12 601 152 человека.
Из-за отсутствия возможности дальнейшего расширения, поскольку он окружен городом, в декабре 2013 года Госсовет КНР принял решение о строительстве нового международного аэропорта Циндао Цзяодун, который в 2021 году полностью заменил аэропорт Лютин.
У Циндао не было прямого межконтинентального воздушного сообщения до 29 марта 2016 года, когда существующий рейс Lufthansa во Франкфурт-на-Майне (Германия) через Шэньян-Таосянь был переведён до прямого в Циндао. Позже в том же году Beijing Capital Airlines ввела рейс в Мельбурн (Австралия) и Ванкувер (Канада) в начале 2017 года. 
В 2018 году аэропорт Циндао-Лютин был 15-м по загруженности аэропортом в Китае с 24,53 миллионами пассажиров.

## Авиакомпании и пункты назначения

### Пассажирские рейсы на момент закрытия
Примечание:
- ↑ : Перед Сингапуром маршрут имеет промежуточную остановку в Шэньяне, однако авиакомпания не имеет права на продажу билетов на плече Циндао-Шэньян

### Грузовые

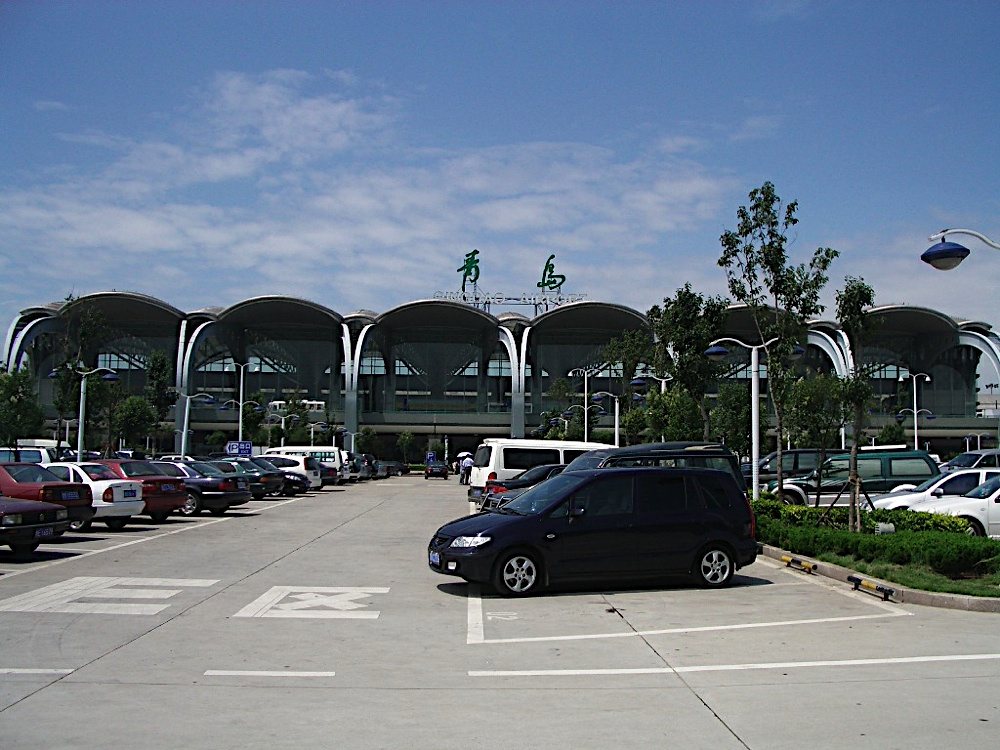
Вид на здание пассажирского терминала аэропорта